# Rue Paul-Barruel
Pour les articles homonymes, voir Paul Barruel et Barruel.
La rue Paul-Barruel est une voie du 15e arrondissement de Paris, en France.

## Situation et accès

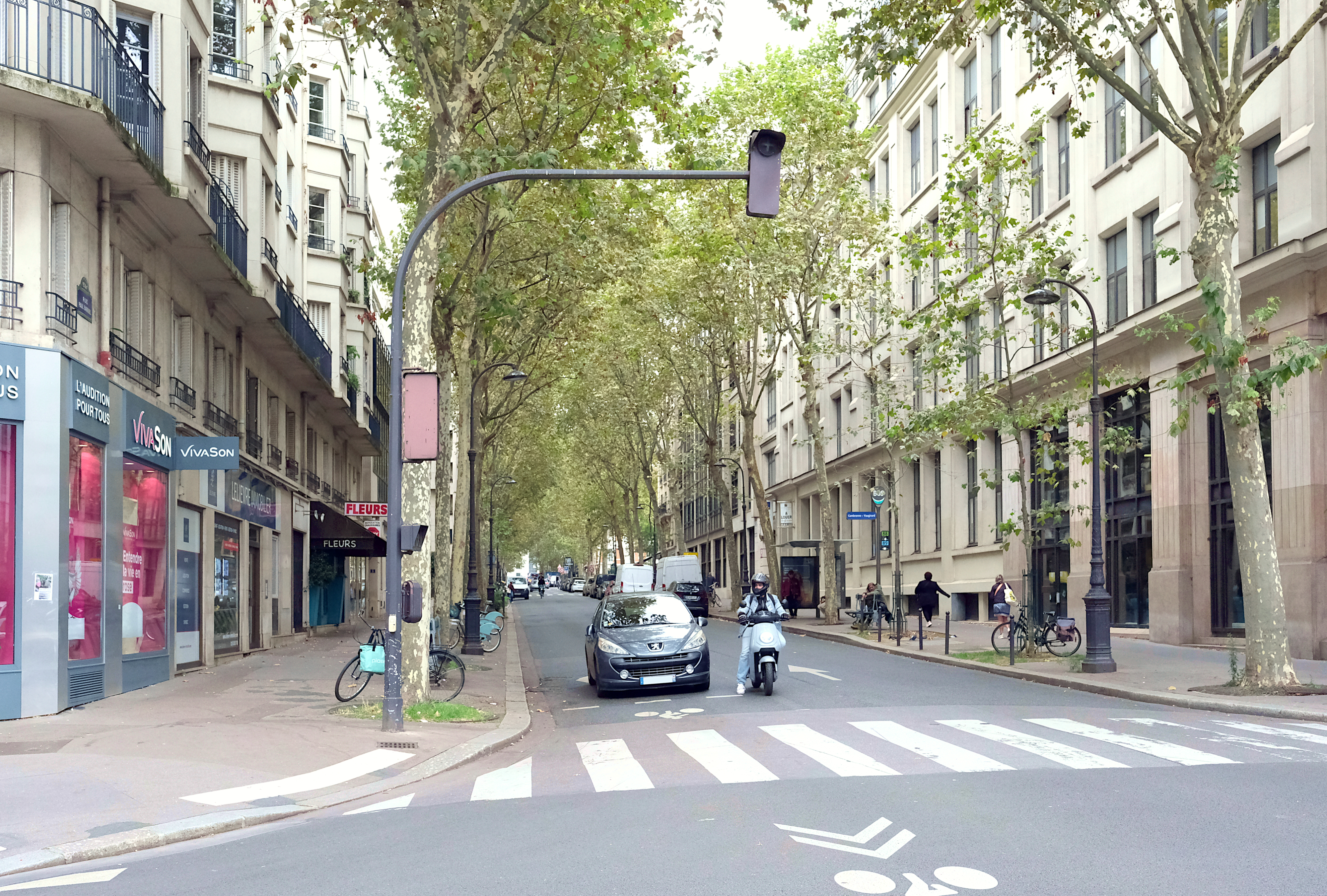
La rue Paul-Barruel vue depuis la rue de Vaugirard.

La rue Paul-Barruel est une voie publique située dans le 15e arrondissement de Paris. Elle débute au 249, rue de Vaugirard et se termine au 47, rue des Favorites.

## Origine du nom
La rue a été nommée en l'honneur de Paul-Auguste Barruel (1841-1931), ancien maire de l'arrondissement.

## Historique
Cette rue a été ouverte en deux phases :
- en 1911, entre la rue de Vaugirard et l'impasse de la Félicité ;
- en 1925, entre l'impasse de la Félicité et la place d'Alleray, sur l'emprise d'un dépôt de la Compagnie générale des omnibus.

Elle prend sa dénomination actuelle le 15 juillet 1932.